# Rönök
Rönök (Duits: Radling) is een plaats (község) en gemeente in het Hongaarse comitaat Vas. Rönök telt 494 inwoners (2001).